# Archaeochrysa creedei
Archaeochrysa creedei là một loài côn trùng trong họ Chrysopidae thuộc bộ Neuroptera. Loài này được Carpenter miêu tả năm 1935.